# Brain and Language
Brain and Language is een internationaal, aan collegiale toetsing onderworpen wetenschappelijk tijdschrift op het gebied van de
audiologie,
logopedie en
neurologie.
De naam wordt in literatuurverwijzingen meestal afgekort tot Brain Lang.